# Podřipský vikariát
Podřipský vikariát je územní část pražské arcidiecéze. Tvoří ji 4 římskokatolické farnosti.

## Farnosti vikariátu
| Farnost             | Správce                            | Další duchovní ve farnosti         | Farní kostel                          |
| ------------------- | ---------------------------------- | ---------------------------------- | ------------------------------------- |
| Budyně nad Ohří     | Mgr. Mikuláš Uličný, administrátor | —                                  | sv. Václava                           |
| Kralupy nad Vltavou | ThLic. Michał Antoni Bator, farář  |                                    | Nanebevzetí Panny Marie a sv. Václava |
| Neratovice          | Mgr. Peter Kováč, administrátor    | —                                  | sv. Jakuba Staršího                   |
| Roudnice nad Labem  | Mgr. Martin Brousil, administrátor | Mgr. Miloš Hrnčíř, jáhenská služba | Narození Panny Marie                  |

## Popis
Ve vikariátu jsou 4 farnosti. Okrskovým vikářem je Mgr. Martin Brousil. Působí zde 5 kněží, 1 jáhen a několik pastoračních asistentů a asistentek, je zde 62 kostelů a kaplí.
 Farnosti byly sloučeny od 1. ledna 2006.
- Římskokatolická farnost Roudnice nad Labem, od 1. ledna 2006 do ní byly sloučeny farnosti Bechlín, Cítov u Mělníka, Černouček, Hořín, Lužec nad Vltavou, Račiněves, Vliněves, Vrbno u Mělníka
- Římskokatolická farnost Budyně nad Ohří, od 1. ledna 2006 do ní byly sloučeny farnosti Charvatce, Ječovice, Nížebohy
- Římskokatolická farnost Kralupy nad Vltavou, od 1. ledna 2006 do ní byly sloučeny farnosti Nelahozeves, Chržín, Chvatěruby, Veltrusy, Velvary, Vepřek, Zeměchy
- Římskokatolická farnost Neratovice, od 1. ledna 2006 do ní byly sloučeny farnosti Hostín, Chlumín, Kojetice, Obříství